# Luise Hackelsberger
Nino Luise Hackelsberger (* 9. März 1924 in Berlin als Nino Luise Bergengruen; † 10. Oktober 2022 in Neustadt an der Weinstraße) war eine deutsche Pädagogin, die sich über ihren Beruf hinaus ehrenamtlich in der Schul-, Erwachsenen- und Seniorenbildung engagierte und dafür mehrere Auszeichnungen erhielt. Als Autorin schrieb sie auch zu pädagogischen und literarischen Themen. Bekannt wurde sie jedoch in erster Linie als Herausgeberin zahlreicher literarischer Werke ihres Vaters Werner Bergengruen und dessen Freundes Reinhold Schneider.

## Familie
1924 geboren, war Hackelsberger nach dem 1920 im Alter von eineinhalb Monaten verstorbenen Bruder Olaf das älteste Kind Werner Bergengruens. Über ihre Mutter Charlotte Bergengruen geb. Hensel (1896–1990), Tochter des Mathematikers Kurt Hensel, war sie eine Ururenkelin Fanny und Wilhelm Hensels. Zwei jüngere Geschwister, Maria Schütze-Bergengruen und Alexander Bergengruen, kamen 1928 bzw. 1930 zur Welt. Alexanders Sohn ist der Literaturwissenschaftler Maximilian Bergengruen.
Nach ihrer Heirat mit dem Kunsthistoriker, Designer und Unternehmer Berthold Hackelsberger, der in Mußbach eine Metallwarenfabrik leitete, lebte sie mit ihrer Familie in der Vorderpfalz. Zwei Söhne und eine Tochter wurden 1953, 1955 und 1960 geboren. Ihre letzten Lebensjahre verbrachte sie in Haardt, das wie Mußbach 1969 nach Neustadt an der Weinstraße eingemeindet worden war.
In Neustadt verwaltete sie bis 2015 das Werner-Bergengruen-Archiv mit dem literarischen Nachlass ihres Vaters. 2015 übergab sie das Archiv mit allen Rechten und Pflichten an Lorenz Schütze, Sohn ihrer Schwester Maria.

## Ausbildung und Beruf
Nach dem Studium der Germanistik und Kunstgeschichte und ihrer Promotion in Philosophie (1952 an der Universität Freiburg) mit einer literarischen Arbeit über Hermann Hesse war Hackelsberger in ihrer Wahlheimat Neustadt als Lehrerin für die Fächer Deutsch und Kunsterziehung am damaligen Altsprachlichen Gymnasium, heute Kurfürst-Ruprecht-Gymnasium, tätig. Sie gründete und leitete dort eine Theater-AG, die durch ihre Aufführungen moderner Stücke Aufsehen erregte.
Daneben wirkte Hackelsberger jahrelang als Vorsitzende des Schulelternbeirats ihres Gymnasiums. Später hielt sie zunächst allgemeine Literaturkurse, dann war sie Mitinitiatorin der Senioren-Volkshochschule und leitete eine Schreibwerkstatt für Senioren.

## Werke (Auswahl)
- Nino Luise Hackelsberger: Individuum und Umwelt im Werke Hermann Hesses. Universität Freiburg, Freiburg i. Br. 1952 (Dissertation).
- Nino Luise Hackelsberger (Hrsg., Einleitung): Von Riga nach anderswo oder Stationen eines Lebens. Bücher, Reisen, Begegnungen / Werner Bergengruen. Arche-Verlag, Zürich 1992, ISBN 3-7160-2148-2.
- Nino Luise Hackelsberger (Hrsg.): Schnaps mit Sakuska. Baltisches Lesebuch / Werner Bergengruen. 1. Auflage. Deutscher Taschenbuch-Verlag, München 1992, ISBN 3-423-11577-7 (2. Auflage 1993).
- Luise Hackelsberger: Jahrgang 24, weiblich. Plöger Medien, Annweiler 2009, ISBN 978-3-89857-245-3.

## Auszeichnungen
Als Anerkennung für ihre ehrenamtlichen Tätigkeiten wurden Hackelsberger 1994 die Goldene Ehrennadel der Stadt Neustadt und 2007 das Bundesverdienstkreuz am Bande verliehen.